# Aija Andrejeva

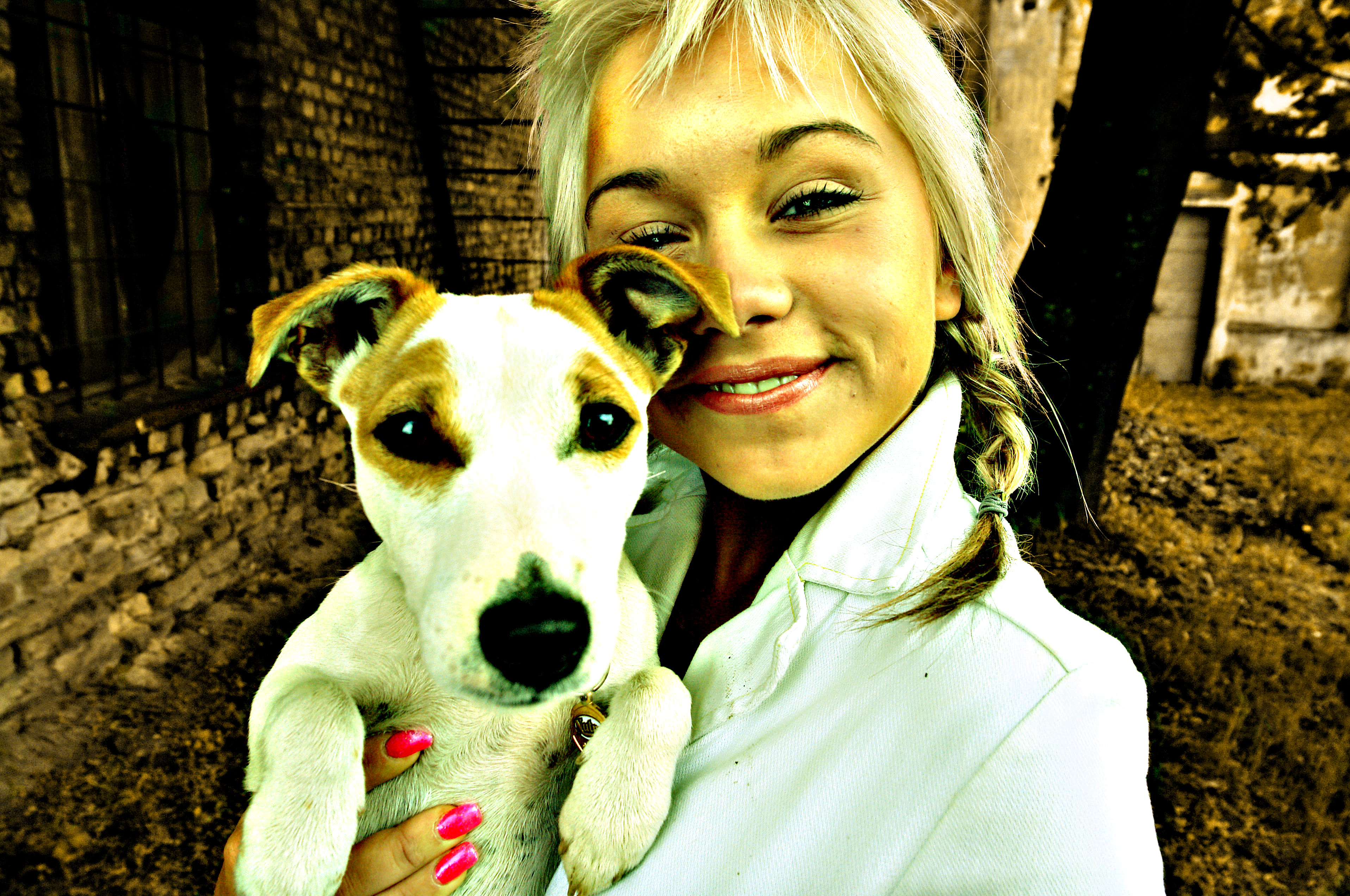
Aija Andrejeva

Aija Andrejeva (n. 16 ianuarie 1986 la Ogre), cunoscută și ca Aisha, este o cântăreață din Letonia.
A participat din partea țării sale la Concursul Muzical Eurovision 2010 cu melodia „What For?”. 